# Pavel Sysoyev
Pavel Sysoyev (né le 27 février 1941 et mort le 6 août 1982 à Togliatti,) est un athlète soviétique spécialiste du 3 000 mètres steeple. 

## Biographie

### Palmarès
| Date | Compétition           | Lieu     | Résultat | Performance  |
| ---- | --------------------- | -------- | -------- | ------------ |
| 1971 | Championnats d'Europe | Helsinki | 3e       | 8 min 26 s 4 |

### Records
| Épreuve              | Performance  | Lieu     | Date         |
| -------------------- | ------------ | -------- | ------------ |
| 3 000 mètres steeple | 8 min 26 s 4 | Helsinki | 15 août 1971 |